# ستانلي برايس وير
ستانلي برايس وير (بالإنجليزية: Stanley Price Weir)‏ هو ضابط أسترالي، ولد في 23 أبريل 1866 في Norwood, South Australia ‏ في أستراليا، وتوفي في 14 نوفمبر 1944 في St Peters, South Australia ‏ في أستراليا.